# Vieux Rouen
Koordinaten: 49° 26′ 39,4″ N, 1° 5′ 25,1″ O

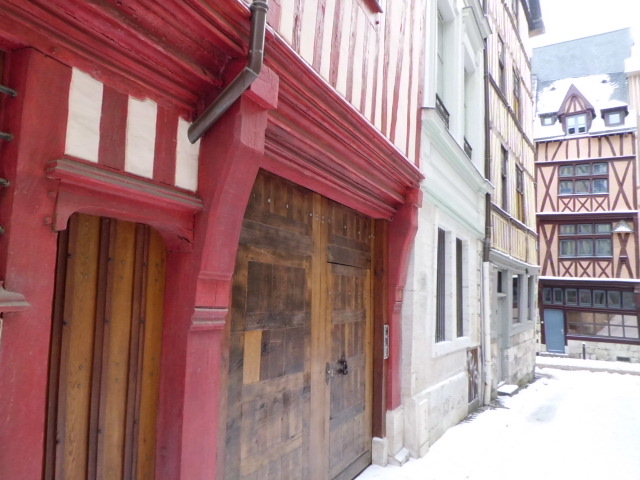
Häuser aus dem 15., 16., 17. Jahr-
hundert in der Rue Étoupée von Rouen

Rouens Altstadt befindet sich innerhalb der Boulevard–Ringstraßen, die auf den freiwerdenden Flächen alter Wehrmauern gebaut wurden. Hier finden sich die meisten Häuser und Denkmäler, die als Monument historique gelten: Mit 227 Objekten zählt Rouen zu den sechs Städten Frankreichs mit den meisten mittelalterlichen Bauten, trotz zahlreicher Zerstörungen im Zweiten Weltkrieg.
In Rouen, bekannt für die Vielfalt und den Reichtum seiner Tucherzeugnisse, bestehen Werkstätten verschiedener Epochen von heute bis zurück ins 13. Jahrhundert. Rouen ist eine der architektonisch heterogensten Städte in Frankreich: heterogen bezüglich der Epochen, aber auch des verbauten Materials (für die Rekonstruktion wurde Fachwerk, Stein, Backstein oder Beton gewählt), der gewählten Formen oder Farben. Im Gegensatz zu anderen historischen Städten, wie Bordeaux oder Nancy, verkörpert Rouen die romantische Stadt, wie sie Victor Hugo in einem Gedicht feiert. Diese bereits vor dem Krieg von den Touristen geschätzte Vielfalt hätte nach dem Zweiten Weltkrieg mit seinen Zerstörungen in den Vierteln zwischen der Seine und der Kathedrale verloren gehen können, war doch fast ein Viertel der Altstadt in Rauch aufgegangen. Beim Wiederaufbau wurde zwar die Besonderheit der Altstadt bewahrt, von kleinen Abweichungen in Grundriss und Form abgesehen. Jedoch zerstörten die planmäßigen Veränderungen 1960 – 1970 teilweise die Harmonie: Die Türme am Seineufer, die modernen Gebäude, in der Rue Eau-de-Robec sowie die Gebäude um den Platz de la Pomme-d’Or hinter der Anlage am Rathaus.
Im 21. Jahrhundert zählt Rouen fast 2 000 Fachwerkhäuser, davon etwa tausend inzwischen restauriert. Nachdem das Zentrum von Lisieux völlig zerstört wurde, bleibt die Altstadt von Rouen das einzige Zeugnis der reichen Fachwerkarchitektur der Normandie. Die ältesten davon (etwa 100) stammen aus dem 16. Jahrhundert, einige aus dem 14. Jahrhundert und davor. Man erkennt sie an den Kragbogen, die 1520 verboten wurden, da man sie für die Feuersbrunst verantwortlich machte und sie außerdem in Verdacht standen, die Pest zu fördern: Besonders schöne Beispiele findet man in der Rue du Gros–Horloge oder der Rue Saint–Romain. Andere sind jüngeren Datums, da man noch im 18. und selbst im 19. Jahrhundert Fachwerkbauten errichtete. Zahlreiche Gerberhäuser stammen aus dieser Zeit, die besonders durch ihre Dachböden auffallen, die sich zur Rue Eau–de–Robec öffnen. Zusammen mit anderen bemerkenswerten Straßen (Rue Damiette oder Rue Cauchoise) gehören sie heute zu dem durch das Loi Malraux (deutsch Gesetz von Malraux), das auch in Lyon oder Sarlat angewandt wurde.
Dieser Sektor umfasst 42 Ha, ohne die wiederaufgebauten Zonen, aber mit den Vierteln Saint–Vivien oder Beauvoisine, die, obwohl weniger restauriert und von den Touristen weniger besucht, zahlreiche Altbauten enthalten. Das kommt daher, dass die alten Festungsanlagen, die ab dem 14. Jahrhundert nach und nach zerstört wurden, eine viermal größere Fläche umfassten, als die heute erhaltene.

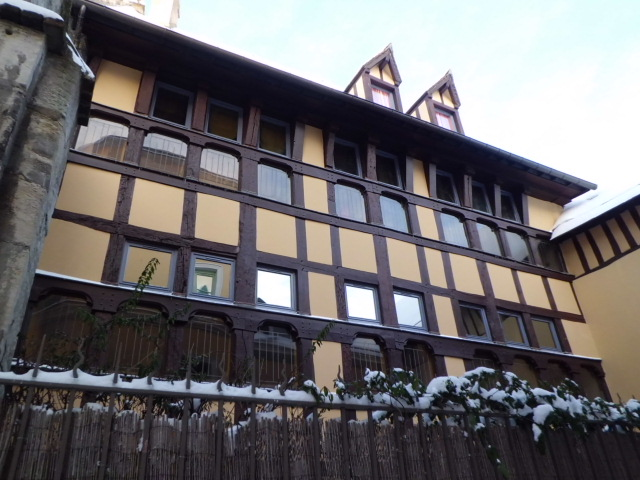
Haus aus dem 13. Jahrhundert, ohne Kragbogen, Rue Saint-Amand
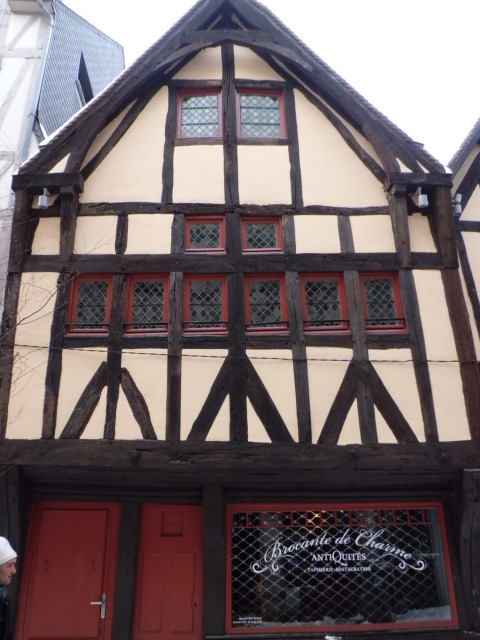
Haus aus dem 13.–14. Jahrhundert, Rue Damiette
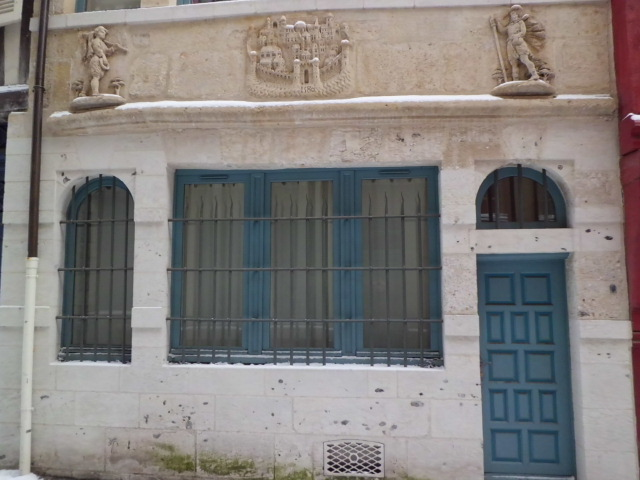
Renaissance-Fassade, aus Stein, selten in Rouen, Rue Étoupée
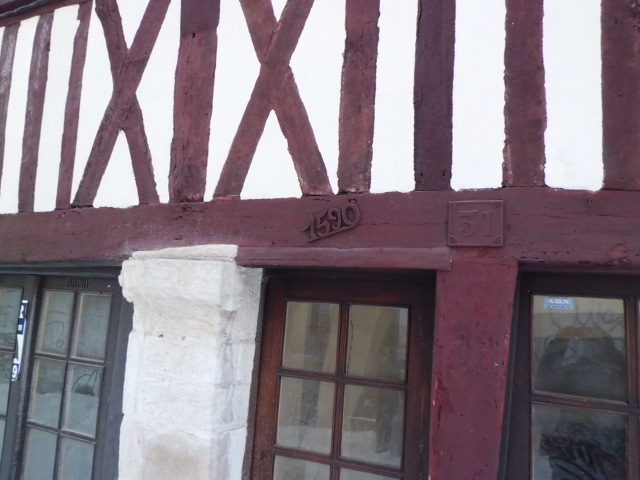
1590, Rue Abbé-de-l'Épée
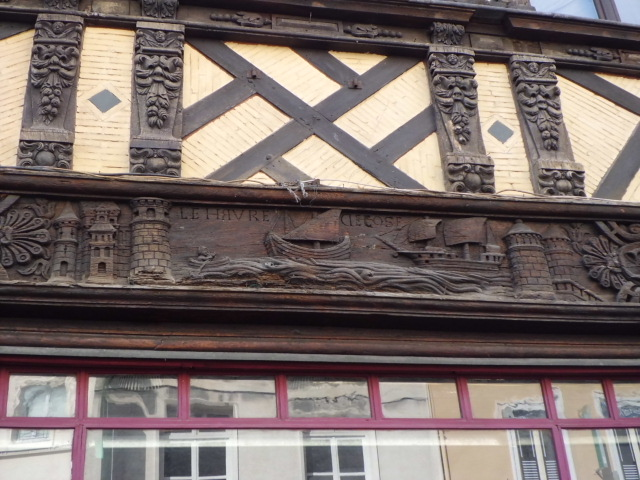
Fachwer mit Relief, 16.–17. Jahrhundert, Rue d'Amiens.
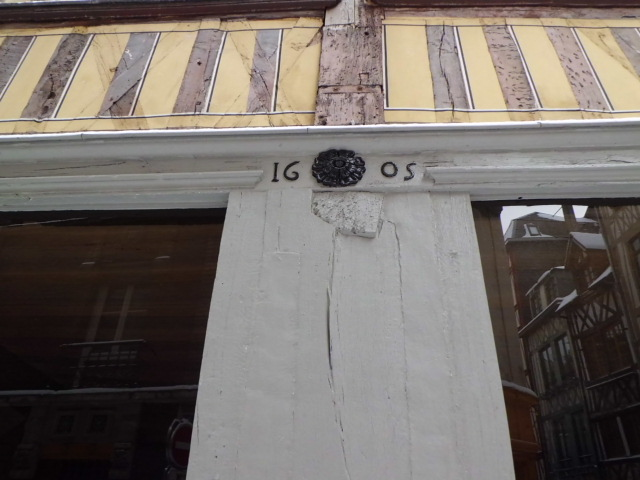
1605, Rue Étoupée
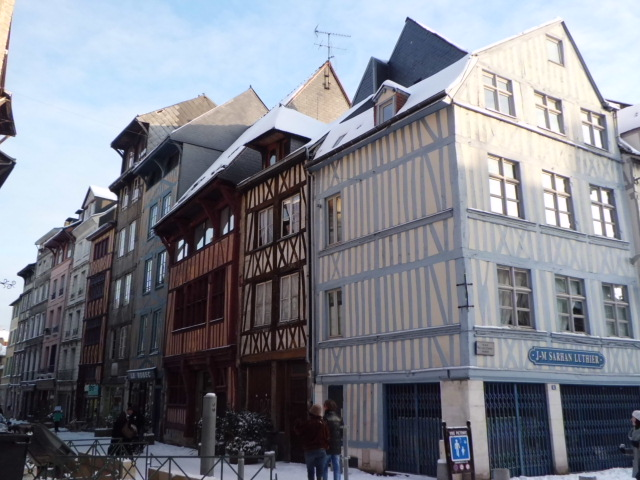
Häuser aus verschiedenen Epochen, Rue Eau-de-Robec.
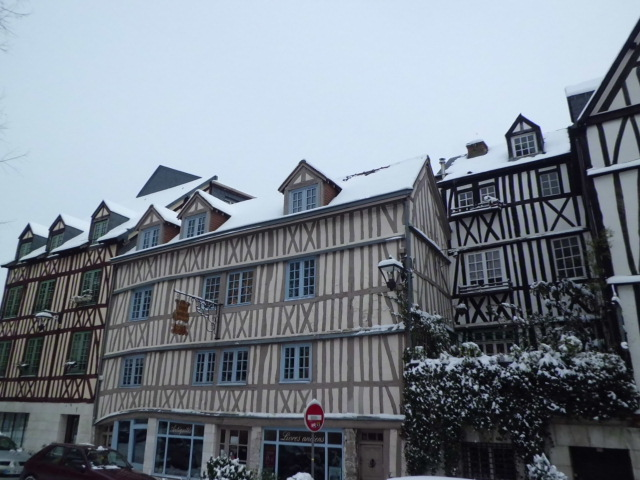
Häuser aus dem 17. und 18. Jahrhundert